# 251
El 251 (CCLI) fou un any comú començat en dimecres del calendari julià.

## Esdeveniments
- Victòria dels gots contra l'Imperi Romà en la batalla d'Abritus
- Evangelització de la Gàl·lia

## Necrològiques
- Deci (emperador romà)
- Hostilià (235 ?-251), breu emperador romà